# Cronologia de la història de França
Aquesta és una taula amb la cronologia de la història de França. Per tenir més informació sobre els esdeveniments, vegeu la Història de França. També, a més dels enllaços corresponents, reis francesos i president de la República Francesa.

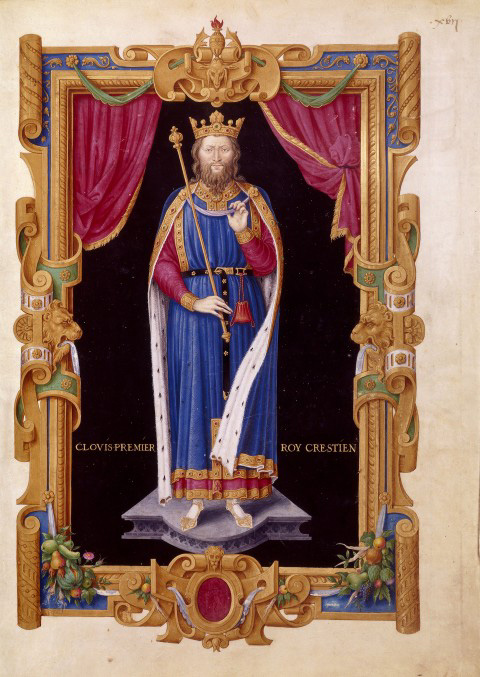
Clodoveu I (481-511)

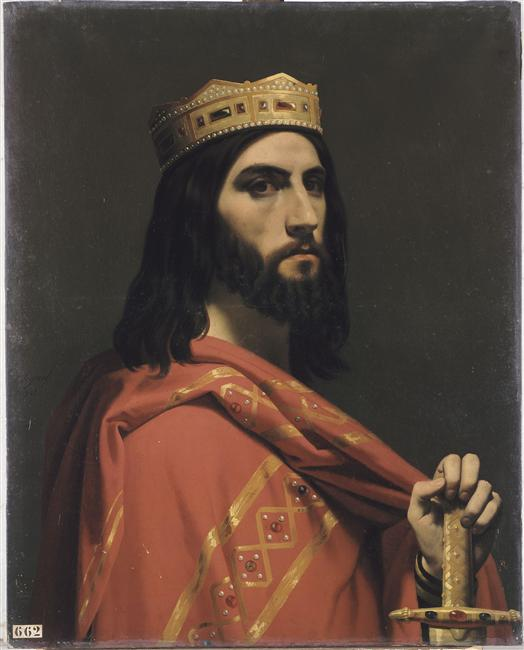
Dagobert I (629-639)

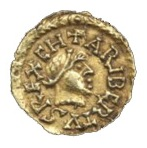
Caribert II (629-632)

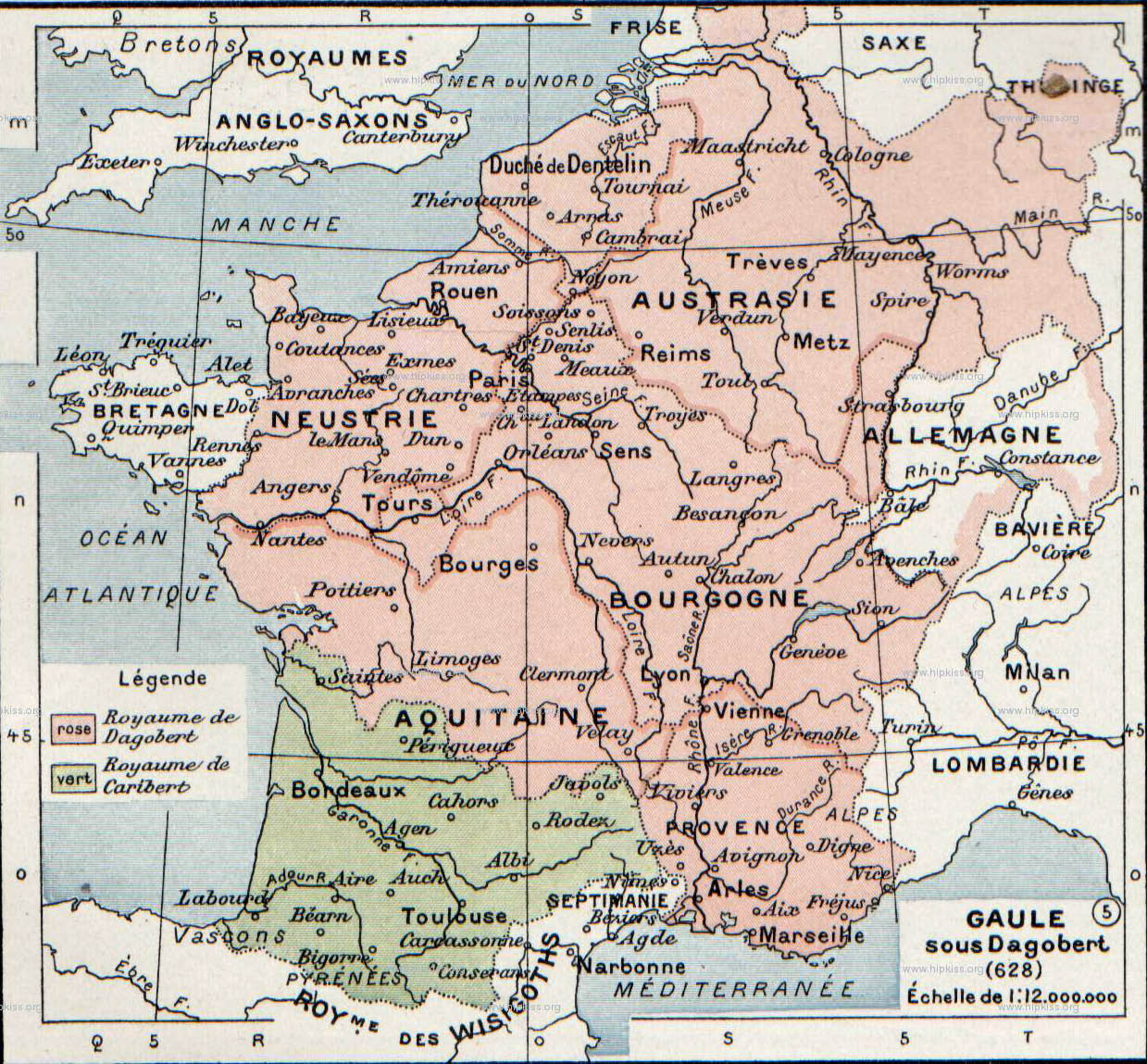
Els regnes francs al 628.

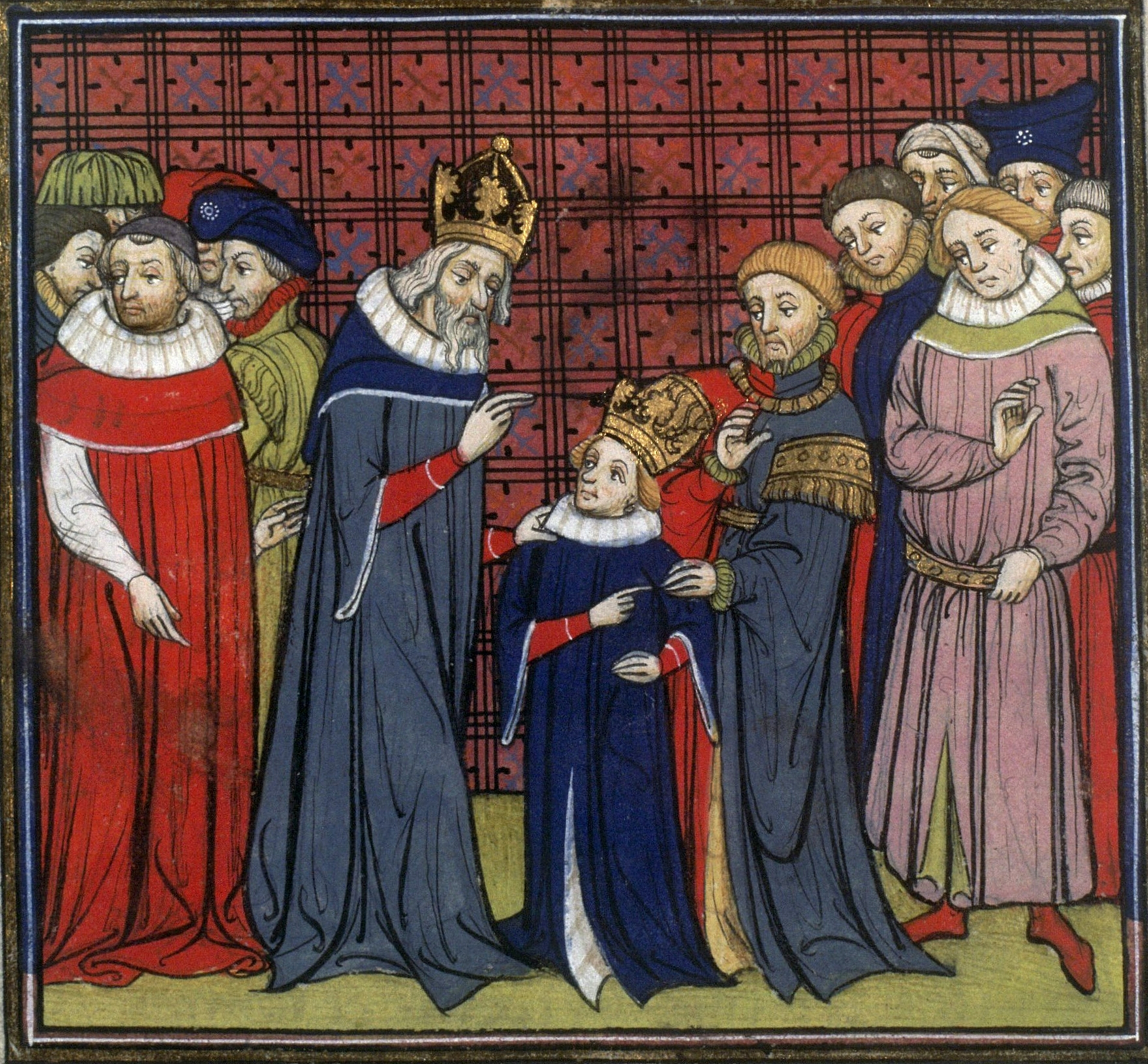
Carlemany (742-814)
amb el seu fill Lluís I el Pietós

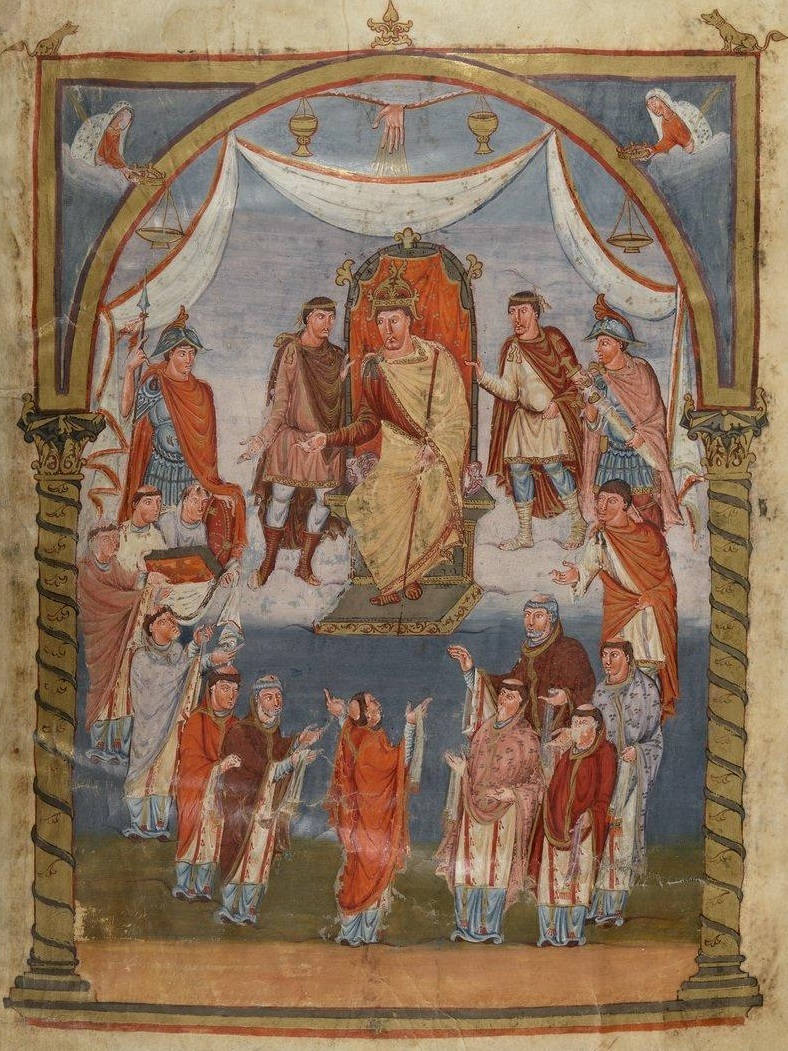
Carles II el Calb (823-877)

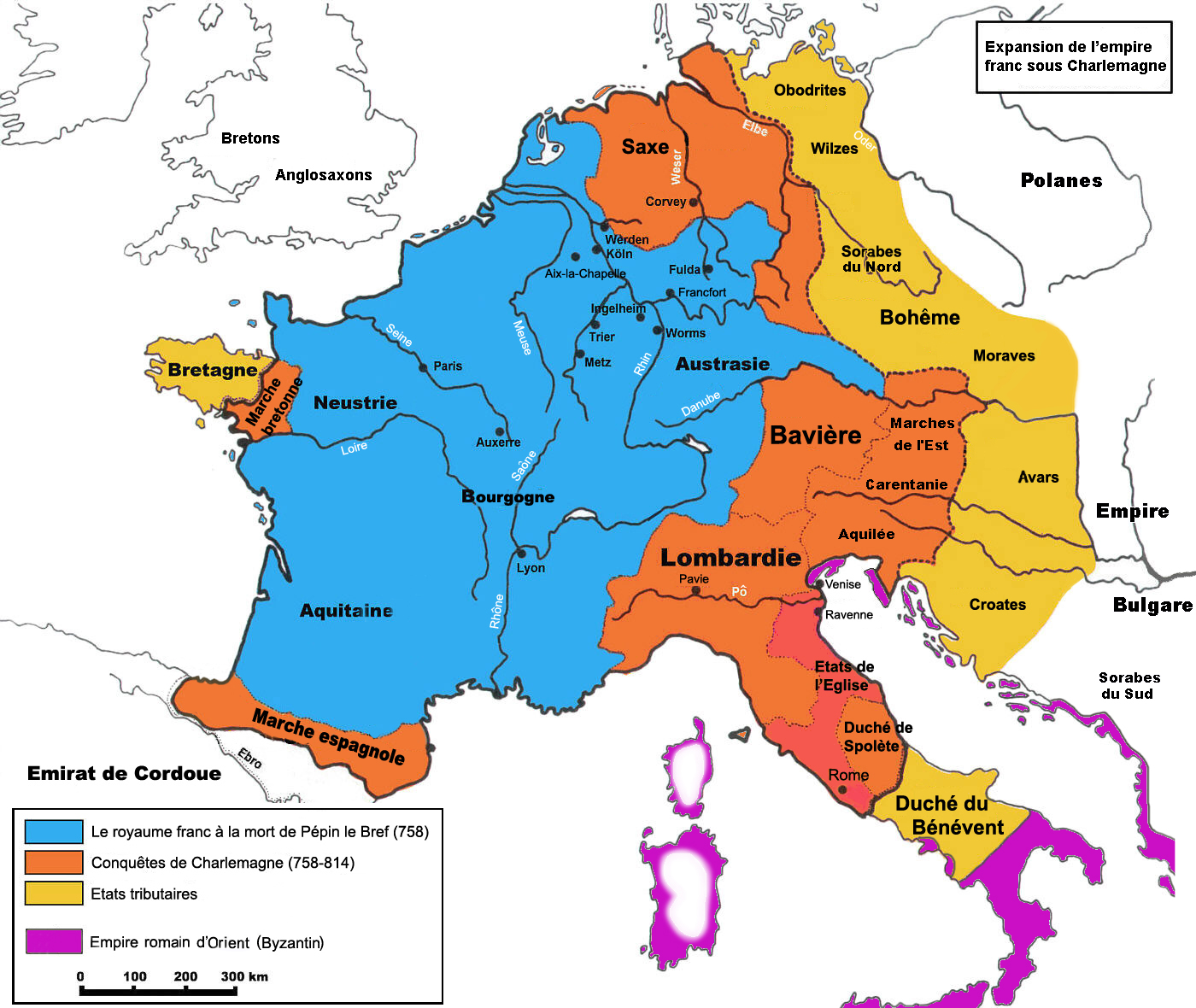
L'imperi Carolingi amb Carlemany

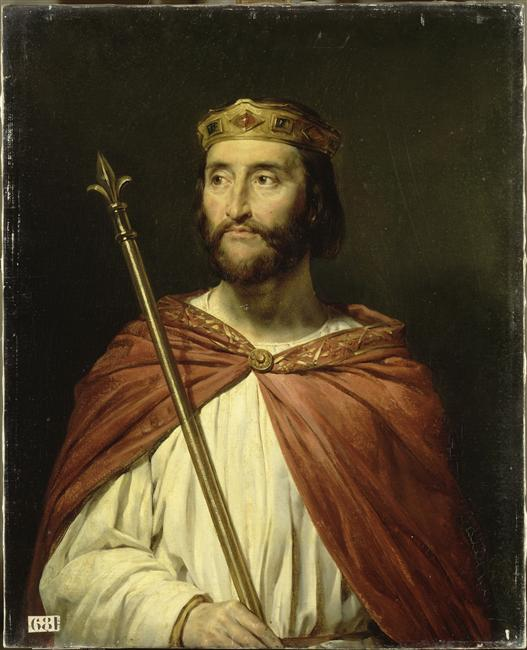
Carles el Simple (788-840)

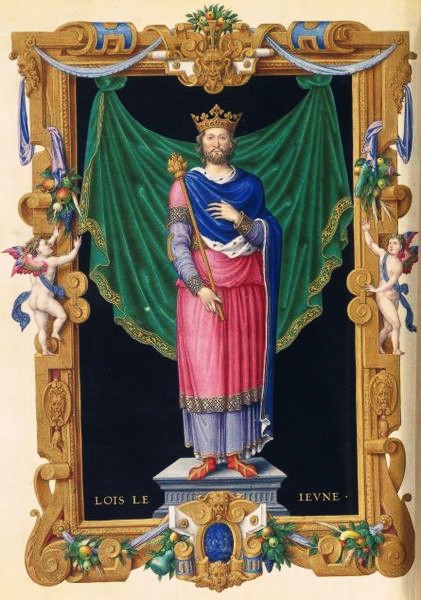
Lluís VII el Jove (1120-1180)

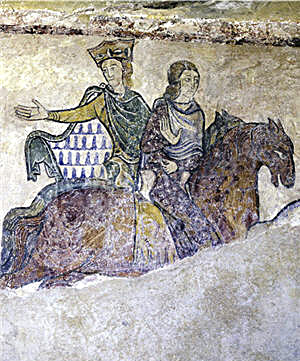
Elionor (1122-1204)
i el seu fill Joan

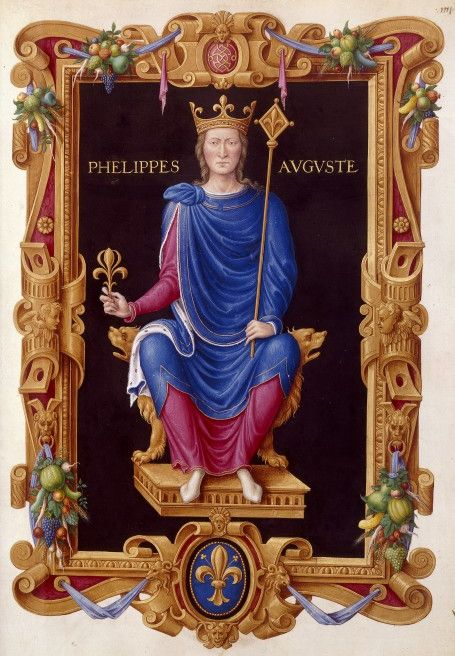
Felip II (1165-1223)

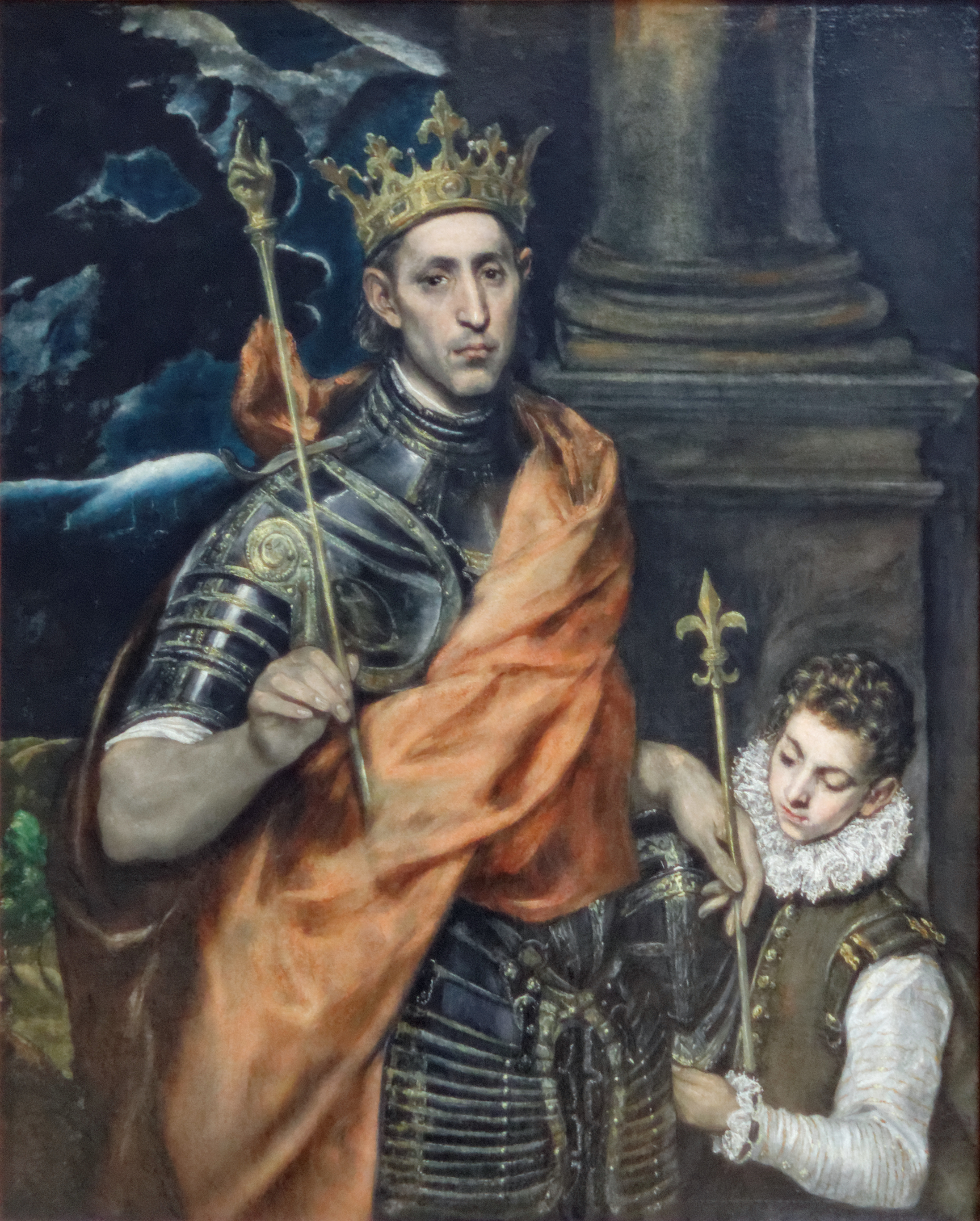
Lluís IX, Sant Lluís (1214-1270)
segons El Greco

| Any  | Data | Esdeveniment |
| ---- | --- | --- |
| 297  | | El francs salis s'instal·len al territori dels bataus. |
| 426  | | Clodió, el primer rei conegut dels francs salis inicia el seu regnat. |
| 448  | | Mort de Clodió. El succeeix Meroveu. |
| 457  | | Mort de Meroveu. El seu fill Khilderic I el succeeix com a rei. |
| 481  | | Mort de Khilderic. El seu fill Clodoveu I el succeeix. |
| 486  | | batalla de Soissons. Un exèrcit franc comandat per Clodoveu I derrota Siagri (Rei dels Romans) i conquereix el regne de Soissons. |
| 507  | | Batalla de Vouillé. Clodoveu derrota l'exèrcit visigot comandat per Alaric II, i conquereix Aquitània (província romana). |
| 511  | 27 de novembre                                                                                          | Mort de Clodoveu. El seu regne queda repartit entre els seus quatre fills; el territori amb seu a París passa a Khildebert I. |
| 524  | 25 de juny                                                                                              | Batalla de Vézeronce. Els exèrcits aliats dels fills de Clodoveu derroten al rei burgundi Godomar. Clodomer, el rei burgundi d'Orleans, mor a la batalla. |
| 524  | Clotari I, el vell, rei de Nèustria, mata a dos dels fills de Clodomer i força a amagar-se al tercer.   | |
| 558  | 13 de desembre                                                                                          | Mort de Khildebert. El seu germà Clotari hereta el seu territori. |
| 613  | | Sigebert II, rei de Borgonya i Austràsia, és executat per Clotari II, que hereta els seus regnes. |
| 623  | | Clotari concedeix la independència a Austràsia sota el regnat del seu fill, Dagobert I. |
| 629  | | Mort de Clotari. Per un acord pactat després de la seva mort, Dagobert el succeeix com a rei de Nèustria però cedeix el que seria Aquitània al seu germà, Caribert II. |
| 632  | 8 d'abril                                                                                               | Mort de Caribert, possiblement en un assassinat encarregat pel seu germà Dagobert. El seu fill Khilperic, encara un infant, el succeeix com a rei d'Aquitània. |
| 632  | Khilperic també és assassinat. Dagobert incorpora Aquitània al seu territori.                           | |
| 711  | 23 d'abril                                                                                              | Mort de Khildebert. El va succeir el seu fill Dagobert III. |
| 715  | | Mort de Dagobert. El va succeir Khilperic II, el fill petit de Khilderic II. |
| 721  | 13 de febrer                                                                                            | Mort de Khilperic. El va succeir Teodoric IV, fill de Dagobert III. |
| 732  | 10 d'octubre                                                                                            | Batalla de Tours: Els soldats francs i els borgonyons comandats pel majordom de palau Carles Martell infringeix una important derrota als invasors del califat Omeia. |
| 737  | | Mort de Teodoric. Carles Martell assumeix el poder prescindint de la dinastia merovíngia. |
| 814  | 28 de gener                                                                                             | Carlemany mor de pleuritis. El seu fill Lluís I el Pietós el succeeix com a emperador i rei dels francs. |
| 840  | 20 de juny                                                                                              | Mort de Lluís I el Pietós. S'inicia una guerra civil entre els seus fills per a dividir l'imperi. |
| 843  | | Els tres fills supervivents de Lluís el Pietós signen el Tractat de Verdun, en el que es recull la divisió de l'Imperi en tres estats: la Lotaríngia, per a Lotari; La Frància Oriental, per a Lluís el Germànic; i la Francia Occidentalis, per a Carles el Calb. El net de Lluís el Pietós, Pipí II, es converteix en rei d'Aquitània, com a estat vassall del Regne Occidental. |
| 855  | 23 de setembre                                                                                          | Mort de Lotari. El Regne Mitjà es divideix entre els tres fills: el Regne d'Itàlia, el Regne de Borgonya, i Lotaríngia, que passava al seu segon fill, Lotari II. |
| 869  | 8 d'agost                                                                                               | Mort de Lotari II, sense deixar cap fill legítim. |
| 911  | | Carles III signa el Tractat de Saint Clair-sur-Epte amb Rollo, el rei dels vikings, que permet que ocupi el que serà el Ducat de Normandia. |
| 922  | | Carles és enderrocat per una rebel·lió dels nobles i era substituït per Robert I, germà d'Odó. |
| 923  | 15 de juny                                                                                              | batalla de Soissons. Robert I mor. Carles és capturat per Raül, el duc de Borgonya. |
| 923  | Raül es elegit rei de França per l'assemblea dels nobles. Deixa el Ducat de Borgonya al seu germà, Hug. | |
| 936  | 15 de gener                                                                                             | Mort de Raül I de França. El succeeix Lluís IV, un fill de Carles III. |
| 1004 | | Robert annexiona el Ducat de Borgonya. |
| 1031 | 20 de juliol                                                                                            | Mort de Robert en la guerra civil contra els seus fills. És succeït pel seu segon fill, Enric I, però el tercer fill, Robert, li disputa la successió i s'inicia una nova revolta. |
| 1032 | | Enric I aconsegueix la pau revertint l'annexió del Ducat de Borgonya i cedint-la al seu germà que serà Robert I de Borgonya. |
| 1060 | 4 d'agost                                                                                               | Mort de Enric I. El tron passa al seu fill de set anys, Felip I, i la vídua d'Enric, Anna de Kíev actua com a regent. |
| 1108 | 29 de juliol                                                                                            | Mort de Felip I. És succeït pel seu fill, Lluís VI, el Gras. |
| 1131 | 25 d'octubre                                                                                            | El fill de Lluís VI, el futur Lluís VII el Jove, era coronat i escollit com a hereu al tron. |
| 1137 | 22 de juliol                                                                                            | Lluís VII es converteix en duc d'Aquitània amb el casament amb Elionor d'Aquitània. |
| 1137 | 1 d'agost                                                                                               | Mort de Lluís VI el Gras. Lluís VII es converteix en el rei. |
| 1152 | 21 de març                                                                                              | El casament entre Lluís VII i Elionor d'Aquitània és anul·lat. |
| 1214 | 27 de juliol                                                                                            | Batalla de Bouvines. L'exèrcit francès derrota una força combinada anglesa i flamenca, que permet al rei consolidar el seu control sobre Anjou, Bretanya, Maine, Normandia i Turena. |
| 1223 | 14 de juliol                                                                                            | Mort de Felip II. El succeeix el seu fill Lluís VIII, el Lleó. |
| 1226 | 8 de novembre                                                                                           | Mort de Lluís VIII. El succeeix el seu fill Lluís IX, Sant Lluís. |
| 1241 | Juny | Lluís IX anuncia que el comtat de Poitiers passaria al seu fill Alfons, ofenent Isabella d'Angulema el fill de la qual havia guanyat el territori als anglesos a la batalla de Bouvines. |
| 1302 | 18 de maig                                                                                              | Matins de Bruges. Els ciutadans exiliats de Bruges, a Flandes, retornen a casa seva i maten a tots els francesos. |
| 1302 | 11 de juliol                                                                                            | Batalla de Kortrijk. Els flamencs revoltats derroten la força d'ocupació francesa. |
| 1314 | 29 de novembre                                                                                          | Mort de Felip IV. El succeeix el seu fill gran Lluís X, l'Obstinat. |
| 1316 | 5 de juny                                                                                               | Mort de Lluís X, possiblement emmetzinat. La seva muller estava embarassada del seu primer fill; el seu germà Felip és nomenat regent. |
| 1316 | 15 de novembre                                                                                          | Neix el fill de Lluís X; serà Joan I, el Pòstum. |
| 1357 | | Étienne Marcel, principal representant de la burgesia, imposà a la corona l'acceptació de la Grande Ordonnance en un intent per posar límits a la monarquia, en particular en qüestions fiscals i monetàries. |
| 1415 | 13 d'agost                                                                                              | Segona fase de la Guerra dels Cent Anys (1415-1429). L'exèrcit anglès dirigit per Enric V desembarca al nord de França. |
| 1418 | 30 de maig                                                                                              | L'exèrcit de Joan Sense Por, duc de Borgonya, captura París. Carles, delfí de França, fuig. |
| 1419 | 20 de setembre                                                                                          | Joan Sense Por és assassinat per companys del delfí. El succeeix Felip III de Borgonya, que s'alia amb els anglesos contra la corona francesa. |
| 1420 | | Els borgonyons obliguen Carles VI a signar el Tractat de Troyes, sota el qual el tron havia de passar Enric V. |
| 1422 | 14 d'agost                                                                                              | Mort d'Enric V. El succeeix com a rei d'Anglaterra el seu fill Enric VI. |
| 1508 | 10 de desembre                                                                                          | Guerra de la Lliga Santa. Representants dels Estats Pontificis, França, el Sacre Imperi Romanogermànic i Ferran el Catòlic pacten aquesta aliança amb el propòsit de derrotar la República de Venècia i dividir el seu territori. |
| 1514 | 18 de maig                                                                                              | Clàudia, duquessa de Bretanya, es casa amb Francesc d'Angulema, l'hereu al tron francès. |
| 1515 | 1 de gener                                                                                              | Mort de Lluís XII. El succeeix Francesc I. |
| 1524 | 20 de juliol                                                                                            | Mort de Clàudia. El seu fill gran Francis, delfí de França, es converteix en duc de Bretanya. |
| 1532 | | Francesc I publica un edicte pel qual el Bretanya s'integra al regne de França. |
| 1610 | 14 de maig                                                                                              | Mort d'Enric IV, assassinat per un fanàtic. La seva muller Maria de Mèdici queda com a regent, i el succeeix el seu fill gran Lluís XIII. |
| 1617 | | Lluís XIII, amb 16 anys, envia a l'exili la seva mare i pren el control del govern. |
| 1624 | Agost                                                                                                   | Lluís XIII nomena Armand-Jean du Plessis primer ministre, i serà conegut com el Cardenal Richelieu. |
| 1643 | 14 de maig                                                                                              | Mort de Lluís XIII. El succeeix el seu fill de 15 anys Lluís XIV. El Cardenal Mazzarino és nomenat regent. |
| 1648 | Agost                                                                                                   | Revolta de La Fronda. El Cardenal Mazzarino ordena l'arrest dels líders del Parlament de París, fet que provoca grans disturbis. |
| 1701 | 9 de juliol                                                                                             | Batalla de Carpi. L'exèrcit austríac invasor, s'enfronta i derrota l'exèrcit francès a Carpi. |
| 1713 | 11 d'abril                                                                                              | Guerra de Successió Espanyola. França i el Regne d'Anglaterra firmen el Tractat d'Utrecht. Felip V renuncia als seus drets al tron de França i, de manera similar, els hereus francesos renuncien al tron espanyol. |
| 1714 | 7 de març                                                                                               | Guerra de Successió Espanyola. Amb el Tractat de Rastatt finalitzen les hostilitats entre França i els Habsburg d'Àustria. |
| 1715 | 1 de setembre                                                                                           | Lluís XIV mor de gangrena. El succeeix el seu besnet de 5 anys, Lluís XV, amb el seu nebot Felip d'Orleans, com a regent. |
| 1723 | 15 de febrer                                                                                            | Lluís XV assoleix la majoria d'edat. |
| 1789 | 14 de juliol                                                                                            | Inici de la Revolució Francesa amb l'atac a la Bastilla. |
| 1801 | 9 de febrer                                                                                             | Segona Coalició. Amb el Tractat de Lunéville finalitza el conflicte entre França i el Sacre Imperi Romanogermànic. Les fronteres franceses s'estenien fins al Rin, i el Gran Ducat de Toscana passava a domini francès. |
| 1802 | 25 de març                                                                                              | Guerra de la Segona Coalició. El Tractat d'Amiens acorda la pau entre França i el Regne Unit. |
| 1804 | 1 de gener                                                                                              | Revolta a Haití. Dessalines declara la independència de Saint-Domingue. |
| 1804 | 18 de maig                                                                                              | Napoleó es coronat Emperador pel Senat, iniciant l'anomenat Primer Imperi Francès. |
| 1870 | | Guerra francoprussiana. França és derrotada, cau Napoleó III i amb ell acaba el Segon Imperi Francès. Començava la Tercera República. |
| 1905 | 9 de desembre                                                                                           | S'aprova la llei francesa que regula la separació de l'Església i l'Estat i acaba amb el finançament governamental de grups religiosos. |
| 1914 | 28 de juny                                                                                              | Assassinat de l'Arxiduc Francesc Ferran d'Àustria a mans de Gavrilo Princip, nacionalista bosnià membre del grup Mlada Bosna (Jove Bòsnia). |
| 1914 | 23 de juliol                                                                                            | Primera Guerra Mundial: L'imperi austrohongarès llença un ultimàtum a Sèrbia exigint, entre altres coses, el dret a participar en la investigació de l'assassinat de l'arxiduc Francesc Ferran, que Sèrbia refusa. |
| 1914 | 28 de juliol                                                                                            | Primera Guerra Mundial: L'imperi austrohongarès declara la guerra a Sèrbia. |
| 1914 | 30 de juliol                                                                                            | Primera Guerra Mundial: L'Rússia mobilitza l'exèrcit per ajudar a Sèrbia. |
| 1914 | 3 d'agost                                                                                               | Primera Guerra Mundial: L'Alemanya declara la guerra a França. |
| 2002 | 21 d'abril                                                                                              | Eleccions presidencials de 2002: El President Jacques Chirac va anar en segona ronda contra Jean-Marie Le Pen. |
| 2002 | 5 de maig                                                                                               | Eleccions presidencials de 2002: Chirac es reelegit president de la República amb una mica més del 82% dels vots. |
| 2005 | 29 de maig                                                                                              | Referèndum sobre la Constitució Europea a França: El 55% dels votants francesos rebutgen l'adopció del Tractat proposat per la Unió Europea. |
| 2005 | 27 d'octubre                                                                                            | Disturbis a França del 2005: s'inicien greus disturbis després de la mort accidental de dos adolescents a Clichy-sous-Bois (París). |
| 2005 | 8 de novembre                                                                                           | Disturbis a França del 2005: El President Chirac declara l'estat d'excepció. |
| 2007 | 16 de maig                                                                                              | Nicolas Sarkozy és elegit President de la República en guanyar les eleccions enfront de la socialista Ségolène Royal |

## Referències

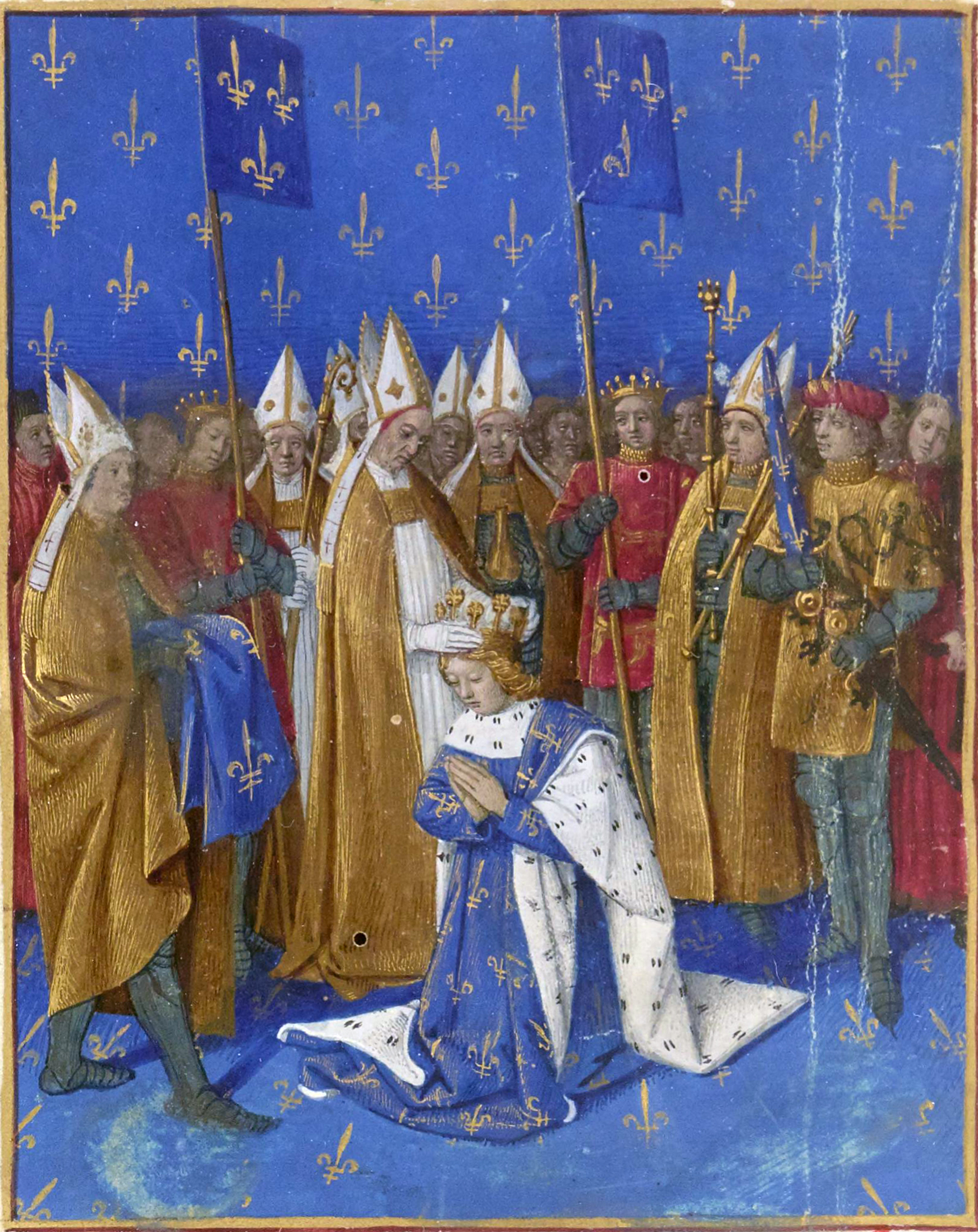
Coronació de Carles VI (1368-1422)
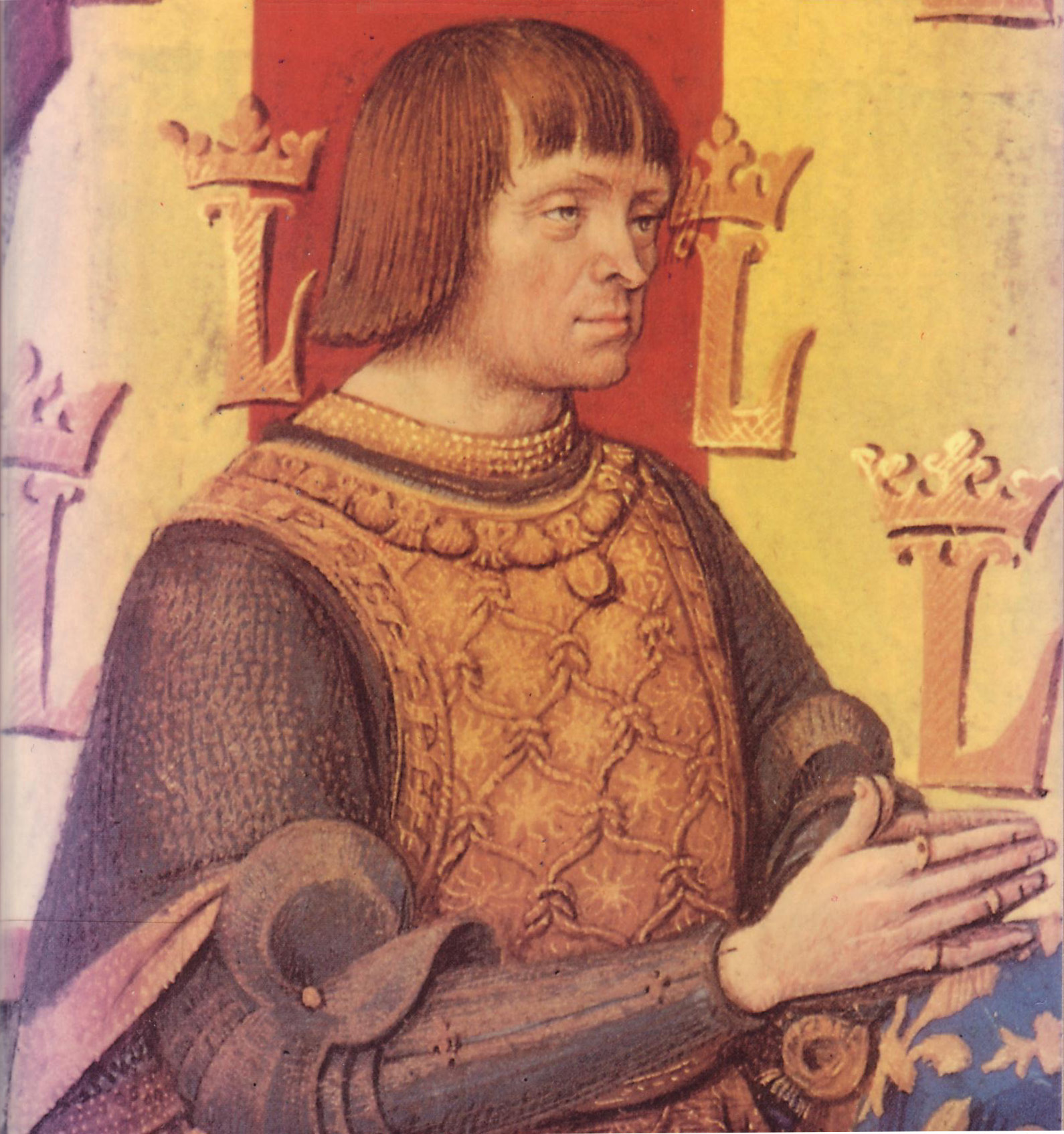
Lluís XII (1462-1515)
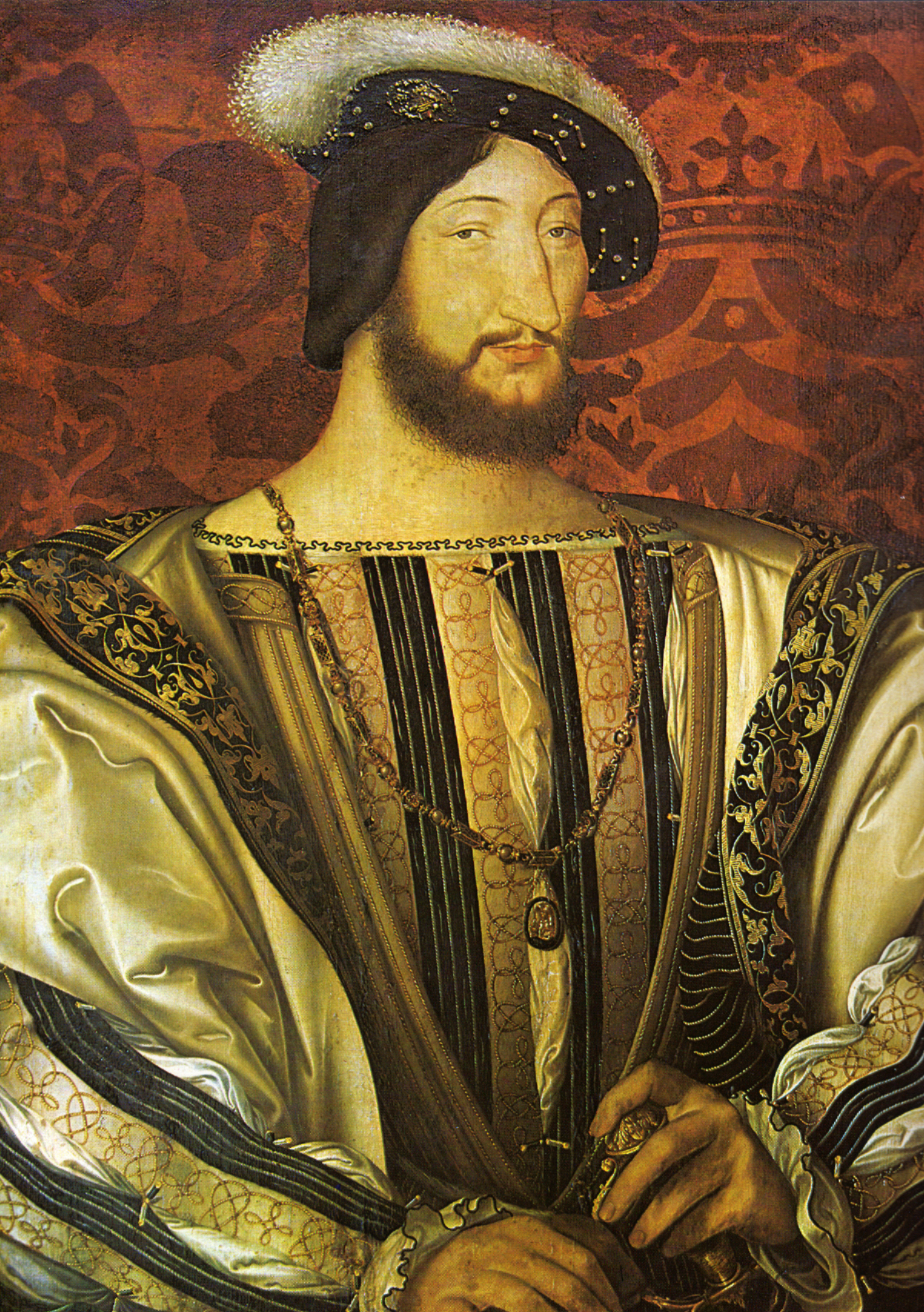
Francesc I (1494-1547)
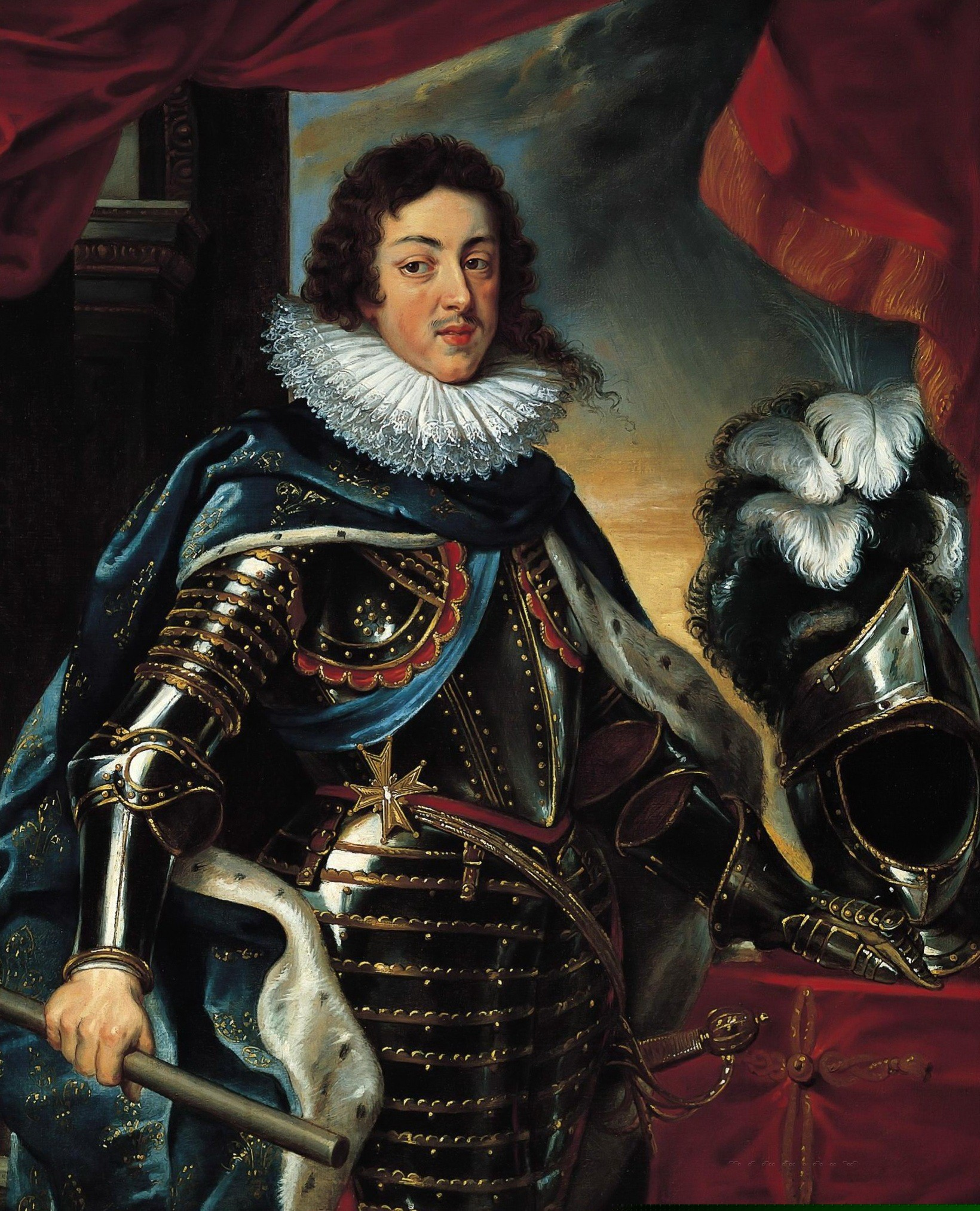
Lluís XIII (1601-1643) segons Rubens
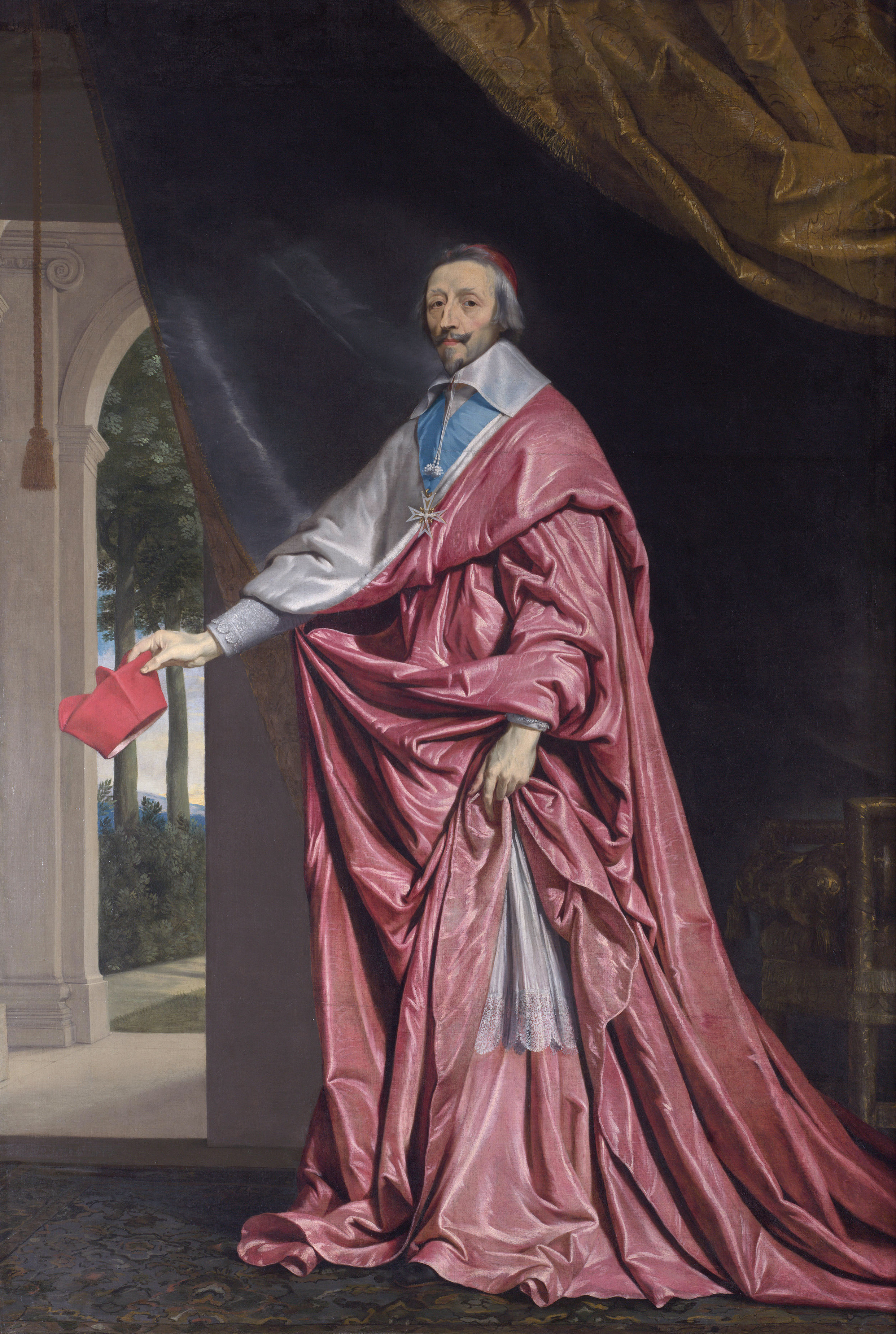
El Cardenal Richelieu (1685-1642)
Lluís XIV el Rei Sol (1638-1715)
Presa de la Bastilla Revolució Francesa (1789–1799)
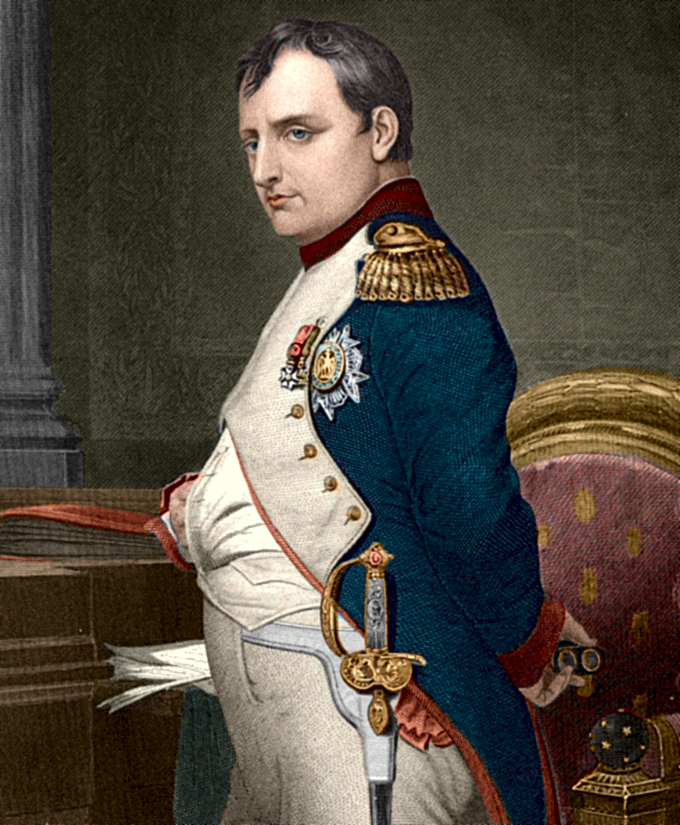
Napoleó Bonaparte (1769-1821)